# Məmmədli (Bərdə)
Məmmədli è un comune dell'Azerbaigian situato nel distretto di Bərdə. Conta una popolazione di 1.284 abitanti.